# Torquigener altipinnis
Torquigener altipinnis är en fiskart som först beskrevs av Ogilby 1891.  Torquigener altipinnis ingår i släktet Torquigener och familjen blåsfiskar. Inga underarter finns listade i Catalogue of Life.